# Algarobilla
Algarobilla är ett gulaktigt färgämne, som framställs av frukter av den i Västindien och norra Sydamerika växande Caesalpinia brevifolia. Färgämnet har fått användning vid beredning av läder. Barken hos en närstående art, Caesalpinia coriaria, är rik på tannin och användes vid garvning.